# 穆迪传媒学院
穆迪传媒学院是德克萨斯大学奥斯汀分校所属的传媒学院。1965年，为了合并巩固该大学在传媒研究方面的完整性，建立了该传媒学院。它合并了包括公共演讲系 (1899), 新闻学院(1914) 以及独立的广播电视电影系(1921)。 穆迪传媒学院拥有全国顶尖的电影项目和新闻系专业。该学院出版的报纸被评为全美最好的大学报纸之一。 穆迪传媒学院通过开设几个通信课程提供了科学学位学士，并且同时提供一个强大的研究生课程。到2015年12月31日止，该学院收到100.3万美元的捐款。